# عاشقم نباش
عاشقم نباش (انگلیسی: Love Me Not؛‏ کره‌ای: 사랑따윈 필요없어) فیلم عاشقانه محصول کره جنوبی سال ۲۰۰۶ به کارگردانی لی چول ها و با بازی مون گیون یانگ و کیم جو هیوک است. این فیلم بر پایه مجموعه تلویزیونی ژاپنی سال ۲۰۰۲ به نام عشق را فراموش کن (愛なんていらねえよ、夏 Ai nante Irane yo, Natsu) با بازی ریوکو هیروسوئه است. یک مجموعه تلویزیونی کره‌ای بر پایه آن نیز در سال ۲۰۱۳ به نام بادی که در آن زمستان وزید ساخته شد.

## بازیگران
- مون گیون یانگ در نقش ریو مین
- کیم جو هیوک در نقش جولین
- لی کی یونگ در نقش کوانگ سو
- جین گو در نقش ته هو
- سو هیون جین در نقش جی هه

## بازخورد
این فیلم تعداد ۵۴۸٬۹۹۸ بلیت و در کل ۲٬۴۳۸٬۷۸۳ دلار آمریکا فروخت.

## جوایز و نامزدی‌ها
جوایز ناقوس بزرگ ۲۰۰۷
- نامزدی – بهترین بازیگر زن - مون گیون یانگ
- نامزدی – بهترین کارگردان هنری - جانگ جه جین
- نامزدی – بهترین طراحی لباس - چه کیونگ هوا